# ماك أو إس
ماك أو.إس (بالإنجليزية: macOS)‏ نظام تشغيل تطوره وتسوقه شركة أبل كمبيوتر منذ العام 1999 تحت اسم ماك أو.أس عشرة سيرفر 1.0. ثم في عام 2001 للأجهزة المنزلية باسم ماك أو.أس عشرة 10.0. ويعمل على معالجات باور بي سي ومؤخراً معالجات إنتل، مبني على نظام بي إس دي، الذي هو أحد أنظمة يونكس بالإضافة إلى النوية ماخ وهو تطوير لنظام Mac Os الذي بدء ظهوره في 1984.
أول إصدار لماك أو.إس عشرة كان في مارس 2001. الإصدار السابع (10.7) من ماك أو إس X الذي أصدر في 2011، والذي أيضاً يعرف كـ « ماك أو إس sierra » (Mac OS sierra)، هو أول نظام تشغيل حاسوبي لشركة أبل الذي يدعم اللغة العربية رسمياً بشكل كامل.

## التسمية
الاختصار OS يعني (نظام تشغيل-Operating System) ويشير الحرف X في اسمه إلى الرقم (عشرة) بالأعداد الرومانية، فهو النسخة العاشرة من نظام تشغيل ماك أو إس، وبالرغم من أن التسمية توحي بأنه جزء من سلسلة تطوير Mac OS إلا أن للنسخة العاشرة تاريخ مستقل بشكل كامل تقريبا عن النسخ السابقة من ماك أو إس. من ناحية أخرى فان الحرف X يشير إلى انتساب ماك إلى عائلة يونكس التي أكثر اسماها تنتهي بحرف X مثل AIX, IRIX, A/UX, Sinix, HP-UX, Xenix Linux

## التصميم
تصميم نظام ماك أو اس عشرة مبني على اربع طبقات :
- أكوا (واجهة مستخدم) Aqua : واجهة المستخدم
- هيكل الإطار Frameworks
- نظام التصميم Grafik-Subsystem وهو Quartz (تصميم 3D و2D) أيضاً OpenGL وQuickTime

ماك أو اس اكس أصدر بعد شراء شركة ابل نظام NeXTStep الذي بقواعده سهل امر تطور أنظمة ابل بتكاليف رخيصة وتم وضع شروط النظام بشروط مفتوحة التي تم في وقت لاحق بعد إصدار 2.0 كنظام مفتوح.

## التطبيقات
- Finder
- تفضيلات النظام
- App Store
- Safari
- الموسيقى
- البودكاست
- TV
- الكتب
- News
- الصور
- الرسائل
- البريد
- جهات الاتصال
- FaceTime
- الخرائط
- تحديد الموقع
- الملاحظات
- التذكيرات
- المنزل
- الأسهم
- المذكرات الصوتية
- القاموس
- الحاسبة
- المعاينة
- Photo Booth
- QuickTime Player
- TextEdit
- Grapher
- دفتر الخطوط
- شطرنج
- الملصقات
- التقاط الصور
- الوحدة الطرفية
- مراقب النشاط
- وحدة التحكم
- Automator
- محرر البرامج النصية
- مقياس اللون الرقمي

## متجر برامج الماك App Store
قامت أبل في النسخة 10.6.6 بإصدار متجر برامج الماك وهو عبارة عن دليل لبرامج الماك بطريقة مبسطة وجذابة وتجربة مشابهة تماما لمتجر برامج الآيفون Appstore وللمزيد من المعلومات يرجى زيارة الصفحة الخاصة به متجر برامج الماك

## نايس بلير
نايس بلير (بالإنجليزية: NicePlayer)‏، مشغل صوتي حر لنظام ماك أو إس إكس. يعتمد على مكتبات كويك تايم، كما يدعم الإضافة الحرة للإضافات (بالإنجليزية: Plugin)‏. مُرخص تحت رخصتي جنو العمومية وموزيلا العمومية.

## نسخة 10.7 (لايون)
اطلقت ابل نسخة 10.7 وتتضمن ميزه Sneak Peak التي تقوم بعرض التطبيقات بنفس طريقة عرضها على الآى باد وعلى شكل أيقونات وميزه تقسيم الصفحات.

## نسخة 10.8 (ماوتن لايون)
تم الإعلان عنها في عام 2012

ويتضمن عده مزايا من اهمها :
- استبدال خدمة MobileMe بـخدمة iCloud
- إضافة تطبيق الرسائل وملاحظات وتذكيرات
- إضافة مركز الاشعارات
- دعم زر المشاركة

## نسخة 10.9 (مافركس)
تم اعلان عنها في عام 2013

ويتضمن عده مزايا من ابرزها :
- ميزة الوسوم للملفات (Tags)
- تحسينات واضافات جديده في متصفح سفاري
- تصميم جديد لتطبيق الخرائط والتقويم
- اضافات في الاشعارات
- تطويرات في اداء النظام

## نسخة 10.10 (يوسيميتي)
أعلن عنه في عام 2014 ، وابرز مميزاته :
- واجهه نظام تشغيل جديده، مشابها كما في نظام iOS السابع وما فوق
- خاصية البحث في النظام أصبحت أكثر ذكاء ومرونه
- دعم iCloud Drive
- امكانية الرد على مكالمات واستقبال الرسائل النصية بواسطة iPhone

## نسخة 10.14 (موهافي)
أعلن عنها في عام 2018 ، ومن أبرز مميزاتها:
- النمط الداكن للنظام (الوضع الليلي)
- سطح المكتب التفاعلي (الخلفية تتفاعل مع ساعات اليوم وكأن الشمس تشرق وتغيب)
- ميزة Stacks (تجمع وترتب الملفات المتشابهه فوق بعضها)
- المعاينة السريعة مع إمكانية التعديل دون الحاجة لبرامج
- لقطات الشاشة أصبحت أكثر سهولة وادق في التحربر
- تحديث برنامج الفيس تايم (يمكن الآن إجراء مكالمة جماعية تتضمن 32)
- إضافة تطبيقات جديدة للنظام (المنزل، الأسهم والمذكرات الصوتية)

## نسخة 10.15 (كاتالينا)
أعلن عنها في عام 2019، ومن أبرز مميزاتها:
- استبدال تطبيق iTunes القديم بثلاث تطبيقات جديدة: (الموسيقى، البودكاست، TV)
- خدمة آركيد للألعاب
- بيئة تطوير جديدة تتيح نقل تطبيقات iPad إلى نظام الماك
- تحديث التطبيقات: الصور، التذكيرات، الملاحظات، سفاري
- ميزة Sidecar (تمكن من استخدام iPad كشاشة ثانية للماك)
- تطبيق تحديد الموقع (للعثور على الأجهزة والأشخاص)
- ميزة مدة استخدام الجهاز كما في نظام iOS
- مميزات الأمن والخصوصية كقفل التنشيط وفصل ملفات النظام عن ملفات المستخدم

## وصلات خارجية
- الموقع الرسمي